# Línea T1 (Tranvía de París)

trazado y estaciones de la línea

La Línea T1 de tranvía es una de las líneas de la red de Tranvía de la Île de France abierta en 1992 entre Bobigny y Saint-Denis. Marca el regreso de este medio de transporte a la región tras treinta y cinco años de ausencia.

## Historia
Tras una larga lucha entre el Consejo General de Sena-San Denis y los municipios por los que pasa la línea, la línea T1 empezó a funcionar el 6 de julio de 1992 entre las estaciones de Bobigny - Pablo Picasso y La Courneuve-6 Routes, ampliándose el 21 de diciembre de ese mismo año hasta la estación de Saint-Denis.
La línea tiene correspondencia con la línea 5 de metro en Bobigny - Pablo Picasso, la línea 7 de metro en La Courneuve - 8 Mai 1945, la línea 13 de metro en Basilique de Saint-Denis y la línea D de RER en Saint-Denis.
El 15 de diciembre de 2003 la línea fue prolongada 3 km para unirla con la Noisy-le-Sec de la línea E de RER, ascendiendo el total de estaciones de la línea a 26.

## Futuro
En 2010, la línea T1 será ampliada al oeste hacia la provincia de Altos del Sena, primero hasta la nueva estación intermodal de enlace con metro de Asnières-Gennevilliers-Le Luth, 5 km y 10 nuevas estaciones con un enlace posible con la línea C de RER en Gennevilliers. Después está previsto prolongar la línea hasta Nanterre para conectarla con la línea T2 y con la línea A de RER.
Por otra parte, la línea T1 debería ser prolongada al oeste para ampliar su cobertura a más barrios de Noisy-le-Sec y los municipios de Romainville, Montreuil y Fontenay-sous-Bois. Este proyecto incluye 5 nuevos km con 11 o 12 nuevas estaciones cuyas obras empezarían en 2009 para terminar en 2012. La unión con la estación de Val de Fontenay se realizaría más tarde.

## Trazado y estaciones
|  |   |  | estaciones                                                | Lat/Long | zona | municipio                                   | correspondencia |
|  | - |  | --------------------------------------------------------- | --- | ---- | ------------------------------------------- | --------------- |
|  | o |  | Asnières-Quatre Routes                                    | 48°55′37″N 2°16′24″E / 48.926856, 2.273348                                                                        | 3    | Asnières-sur-Seine, Bois-Colombes, Colombes |                 |
|  | o |  | Asnières - Gennevilliers Les Courtilles                   | 48°55′49″N 2°17′03″E / 48.930254, 2.28403                                                                         | 3    | Asnières-sur-Seine, Gennevilliers           |                 |
|  | o |  | Le Luth                                                   | 48°55′53″N 2°17′17″E / 48.931523, 2.288084                                                                        | 3    | Gennevilliers                               |                 |
|  | o |  | Le Village                                                | 48°56′00″N 2°17′40″E / 48.933229, 2.294538                                                                        | 3    | Gennevilliers                               |                 |
|  | o |  | Timbaud                                                   | 48°56′00″N 2°18′02″E / 48.933393832020336, 2.30059339937 48°55′58″N 2°18′05″E / 48.93279020802871, 2.301291292494 | 3    | Gennevilliers                               |                 |
|  | o |  | Gennevilliers                                             | 48°56′00″N 2°18′28″E / 48.933346, 2.307732                                                                        | 3    | Gennevilliers                               | CFC             |
|  | o |  | Parc des Chanteraines                                     | 48°56′02″N 2°18′49″E / 48.933835, 2.313742                                                                        | 3    | Gennevilliers                               |                 |
|  | o |  | Chemin des Reniers                                        | 48°56′04″N 2°19′17″E / 48.934557, 2.321419                                                                        | 3    | Villeneuve-la-Garenne                       |                 |
|  | o |  | La Noue                                                   | 48°56′06″N 2°19′40″E / 48.935089, 2.327904                                                                        | 3    | Villeneuve-la-Garenne                       |                 |
|  | o |  | Mairie de Villeneuve-la-Garenne                           | 48°56′08″N 2°20′00″E / 48.935523, 2.333274                                                                        | 3    | Villeneuve-la-Garenne                       |                 |
|  | o |  | L'Île-Saint-Denis                                         | 48°56′09″N 2°20′21″E / 48.935738, 2.339052                                                                        | 3    | L'Île-Saint-Denis                           |                 |
|  | o |  | Saint-Denis                                               | 48°56′10″N 2°20′47″E / 48.936066, 2.346369                                                                        | 3    | Saint-Denis                                 |                 |
|  | o |  | Théâtre Gérard Philipe                                    | 48°56′15″N 2°21′01″E / 48.937562, 2.350216                                                                        | 3    | Saint-Denis                                 |                 |
|  | o |  | Marché de Saint-Denis                                     | 48°56′19″N 2°21′21″E / 48.938623, 2.355883                                                                        | 3    | Saint-Denis                                 |                 |
|  | o |  | Basilique de Saint-Denis Hôtel de Ville                   | 48°56′17″N 2°21′39″E / 48.938071, 2.360826                                                                        | 3    | Saint-Denis                                 |                 |
|  | o |  | Cimetière de Saint-Denis                                  | 48°56′11″N 2°21′50″E / 48.93625, 2.363777                                                                         | 3    | Saint-Denis                                 |                 |
|  | o |  | Hôpital Delafontaine                                      | 48°56′01″N 2°22′16″E / 48.933554, 2.371182                                                                        | 3    | Saint-Denis                                 |                 |
|  | o |  | Cosmonautes                                               | 48°55′54″N 2°22′41″E / 48.931771, 2.378153                                                                        | 3    | Saint-Denis La Courneuve                    |                 |
|  | o |  | La Courneuve - Six Routes                                 | 48°55′48″N 2°23′05″E / 48.929993, 2.384746                                                                        | 3    | La Courneuve                                | (proyecto)      |
|  | o |  | Hôtel de Ville de La Courneuve                            | 48°55′39″N 2°23′32″E / 48.927457, 2.392238                                                                        | 3    | La Courneuve                                |                 |
|  | o |  | Stade Géo André                                           | 48°55′28″N 2°24′07″E / 48.924383, 2.402068                                                                        | 3    | La Courneuve                                |                 |
|  | o |  | Danton                                                    | 48°55′22″N 2°24′24″E / 48.922733, 2.406623                                                                        | 3    | La Courneuve                                |                 |
|  | o |  | La Courneuve - 8 Mai 1945                                 | 48°55′15″N 2°24′38″E / 48.920745, 2.410645                                                                        | 3    | La Courneuve                                |                 |
|  | o |  | Maurice Lachâtre                                          | 48°55′09″N 2°24′50″E / 48.919197, 2.413805                                                                        | 3    | Drancy, Bobigny                             |                 |
|  | o |  | Drancy-Avenir                                             | 48°55′04″N 2°25′04″E / 48.917798, 2.417705                                                                        | 3    | Drancy, Bobigny                             |                 |
|  | o |  | Hôpital Avicenne                                          | 48°54′57″N 2°25′32″E / 48.915707, 2.42551                                                                         | 3    | Drancy, Bobigny                             |                 |
|  | o |  | Gaston Roulaud                                            | 48°54′51″N 2°25′53″E / 48.914091, 2.431299                                                                        | 3    | Drancy, Bobigny                             |                 |
|  | o |  | Escadrille Normandie-Niémen                               | 48°54′46″N 2°26′08″E / 48.912696, 2.435448                                                                        | 3    | Drancy, Bobigny                             |                 |
|  | o |  | La Ferme                                                  | 48°54′35″N 2°26′15″E / 48.909671, 2.437452                                                                        | 3    | Bobigny                                     |                 |
|  | o |  | Libération                                                | 48°54′25″N 2°26′19″E / 48.906942, 2.438616                                                                        | 3    | Bobigny                                     |                 |
|  | o |  | Hôtel de Ville de Bobigny Maison de la Culture            | 48°54′24″N 2°26′38″E / 48.906542, 2.443953                                                                        | 3    | Bobigny                                     |                 |
|  | o |  | Bobigny - Pablo Picasso Préfecture - Hôtel du Département | 48°54′24″N 2°27′00″E / 48.906548, 2.449993                                                                        | 3    | Bobigny                                     |                 |
|  | o |  | Jean Rostand                                              | 48°54′28″N 2°27′16″E / 48.90781, 2.454355                                                                         | 3    | Bobigny                                     |                 |
|  | o |  | Auguste Delaune                                           | 48°54′24″N 2°27′38″E / 48.90669, 2.460505                                                                         | 3    | Bobigny                                     |                 |
|  | o |  | Pont de Bondy                                             | 48°54′18″N 2°28′11″E / 48.905059, 2.46978                                                                         | 3    | Bobigny, Noisy-le-Sec                       | (proyecto)      |
|  | o |  | Petit Noisy                                               | 48°54′02″N 2°27′55″E / 48.900417, 2.4654                                                                          | 3    | Noisy-le-Sec                                |                 |
|  | o |  | Noisy-le-Sec                                              | 48°53′45″N 2°27′37″E / 48.895933, 2.460331                                                                        | 3    | Noisy-le-Sec                                | proyecto:       |

## Explotación de la línea

### Material móvil

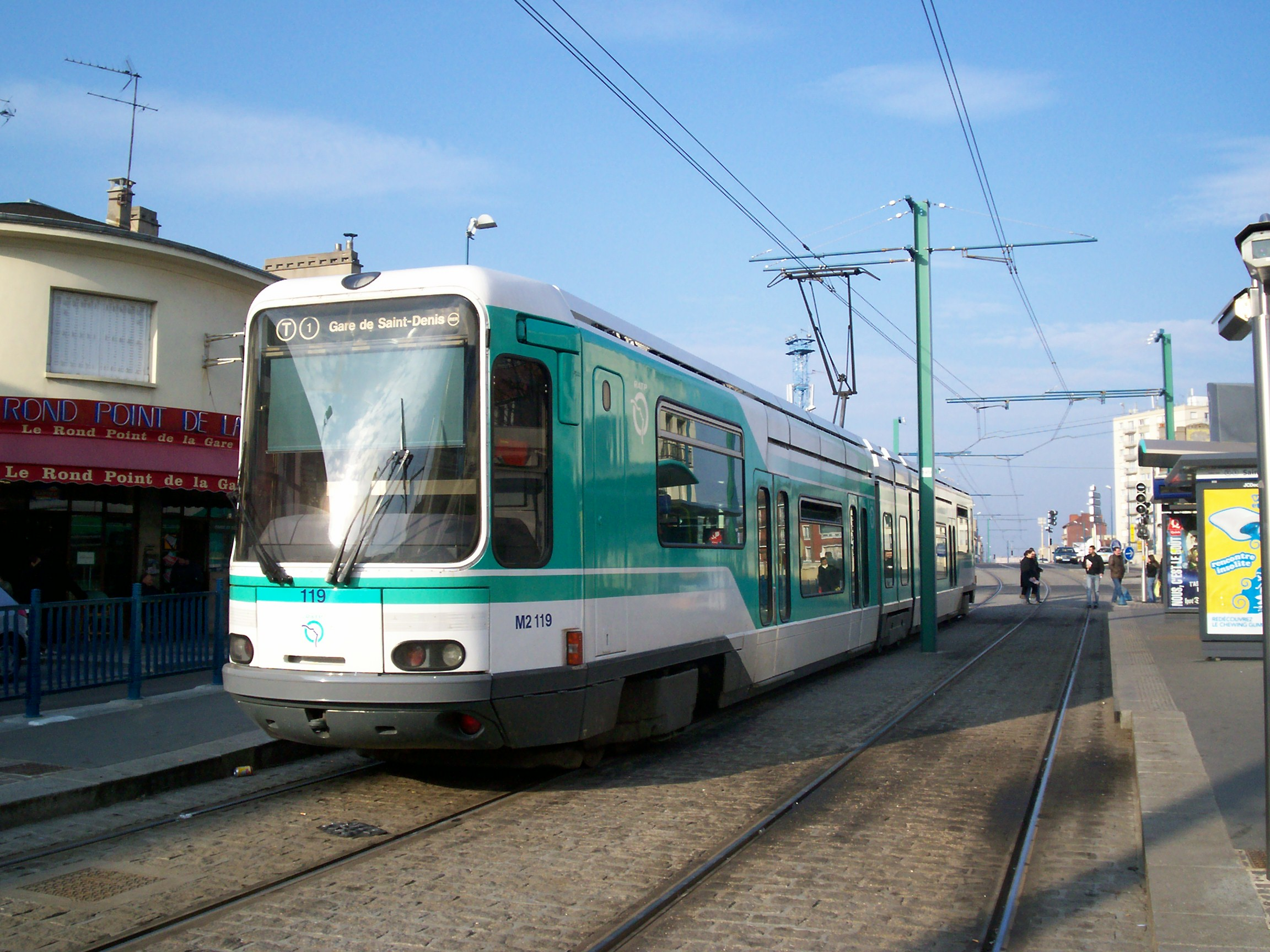

La línea está equipada de tranvías denominados Tramway français standard (tranvía francés estándar), abreviado como TFS, idénticos a los que circulan por la red de Tranvía de Grenoble. Los vehículos miden 29 m de largo y 2,30 m de ancho y tienen una capacidad para 178 viajeros. En dos tercios de su longitud son de piso bajo, exceptuando los extremos donde están los bogies motores que tienen el piso a 65 cm del andén.
Hay dos tipos de TFS en la línea T1, los que se asignaron a la misma en 1992 y los que se adquirieron en 1995 antes de poner en marcha la línea T2. Los primeros circulan con motores eléctricos que funcionan con corriente continua y tienen una megafonía más grave. Las unidades están numeradas del 101 al 117.
Dentro de las unidades recibidas en 1995, dos se asignaron a esta línea. Circulan con un motor asíncrono y están numeradas 118 y 119. Son una copia exacta del resto de unidades recibidas para la línea T2 que llegaron a la línea T1 en 2003-2004 (16 unidades numeradas del 201 al 216) al renovar el material de la línea T2 con Citadis 302.
Actualmente las unidades 101 a 119 llevan sistema de refrigeración y han sido reformadas por dentro, mientras que las unidades 201 a 216 están en proceso de reforma.

### Cocheras y talleres
Las unidades de la línea T1 se guardan y mantienen en las cocheras de Bobigny, comunes con la línea 5 de metro.

### Conducción y señales
La conducción se realiza en marcha a la vista, con señales de limitación de velocidad, de protección de itinerarios y protección de cruces.
Para los cruces con el tráfico rodado están las calles equipadas de señales tricolores (rojo, amarillo y verde) mientras que la línea tranviaria tiene señales R17 y R18 (sobre fondo negro una barra horizontal indica parada, círculo blanco señal previa a barra horizontal y barra vertical vía libre). Estas luces se acompañan de señalización de ayuda a la explotación consistente en triángulos luminosos que señalan la preferencia del tranvía en los cruces cuando va a franquearlos.
Las señales de protección de itinerarios o de explotación se sitúan en los desvíos y cambios de agujas.
Las señales de limitación de velocidad consisten en letreros cuadrados con cifras negras en fondo blanco. 
Finalmente, los indicadores de corte de alimentación se encuentran antes de pasar por cada sector de alimentación de la línea aérea de contacto. Dos círculos blancos alineados verticalmente anuncian un tramo de línea con corriente, alineados horizontalmente que carece de alimentación eléctrica.

### Tarifas y financiación
El sistema de tarificación es idéntico a las otras líneas de tranvía explotadas por la RATP y la mayoría de las líneas de autobús. Un ticket T+ permite usar la línea y transbordar de forma gratuita con las líneas de autobús y tranvía durante un máximo de 1 hora y media, pero no con el metro o RER. Los abonos mensuales Carte Orange y similares también son válidos.
La financiación de la línea está asegurada por la RATP. No obstante, las tarifas de los billetes y abonos cuyo precio está limitado por decisiones políticas no cubren los gastos reales, por lo que el Sindicato de Transportes de la Île de France (STIF) compensa estas pérdidas.